# Federal Highway
Pour les articles homonymes, voir Route nationale 23.

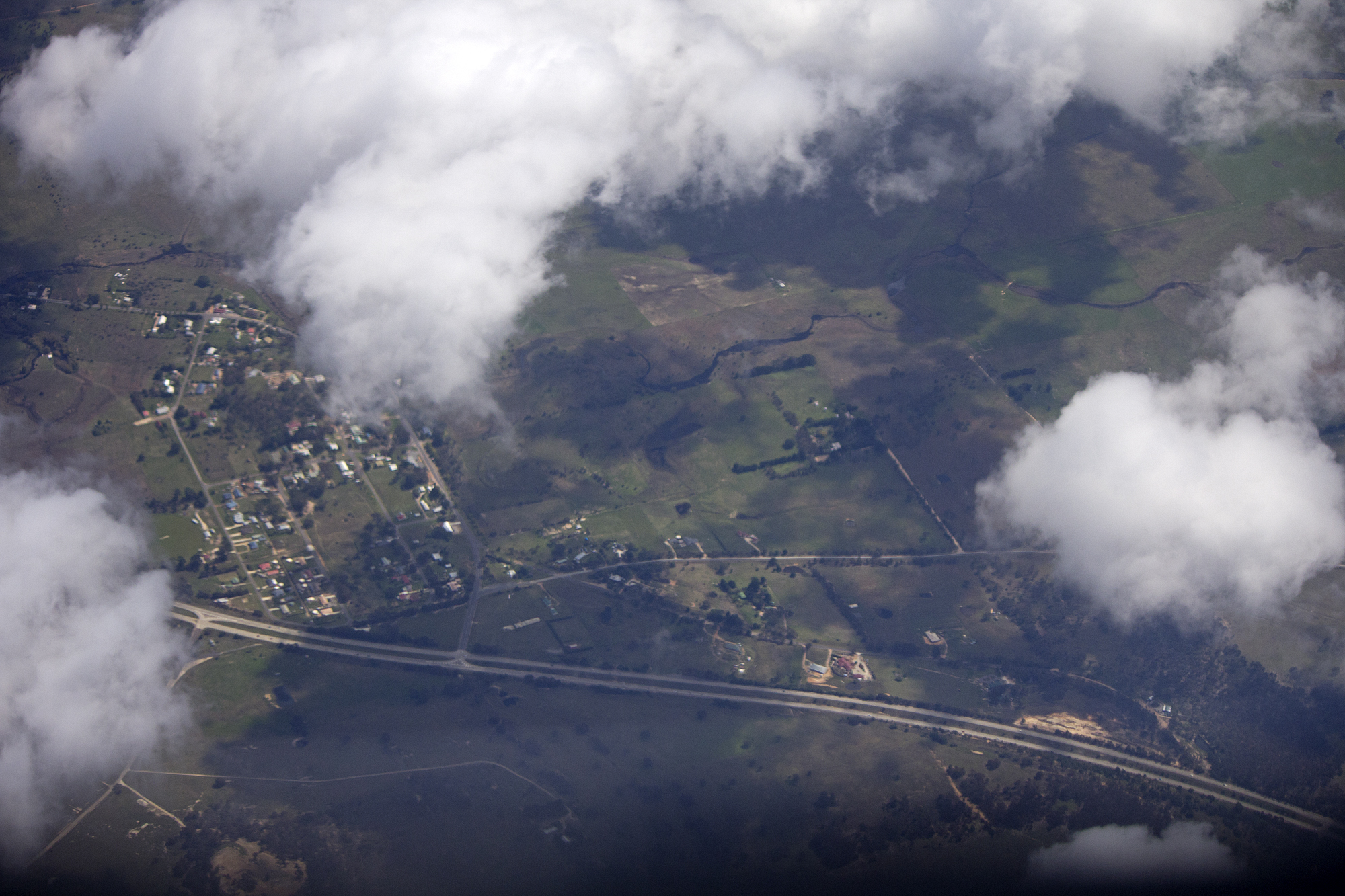
La Federal Higway vue du ciel

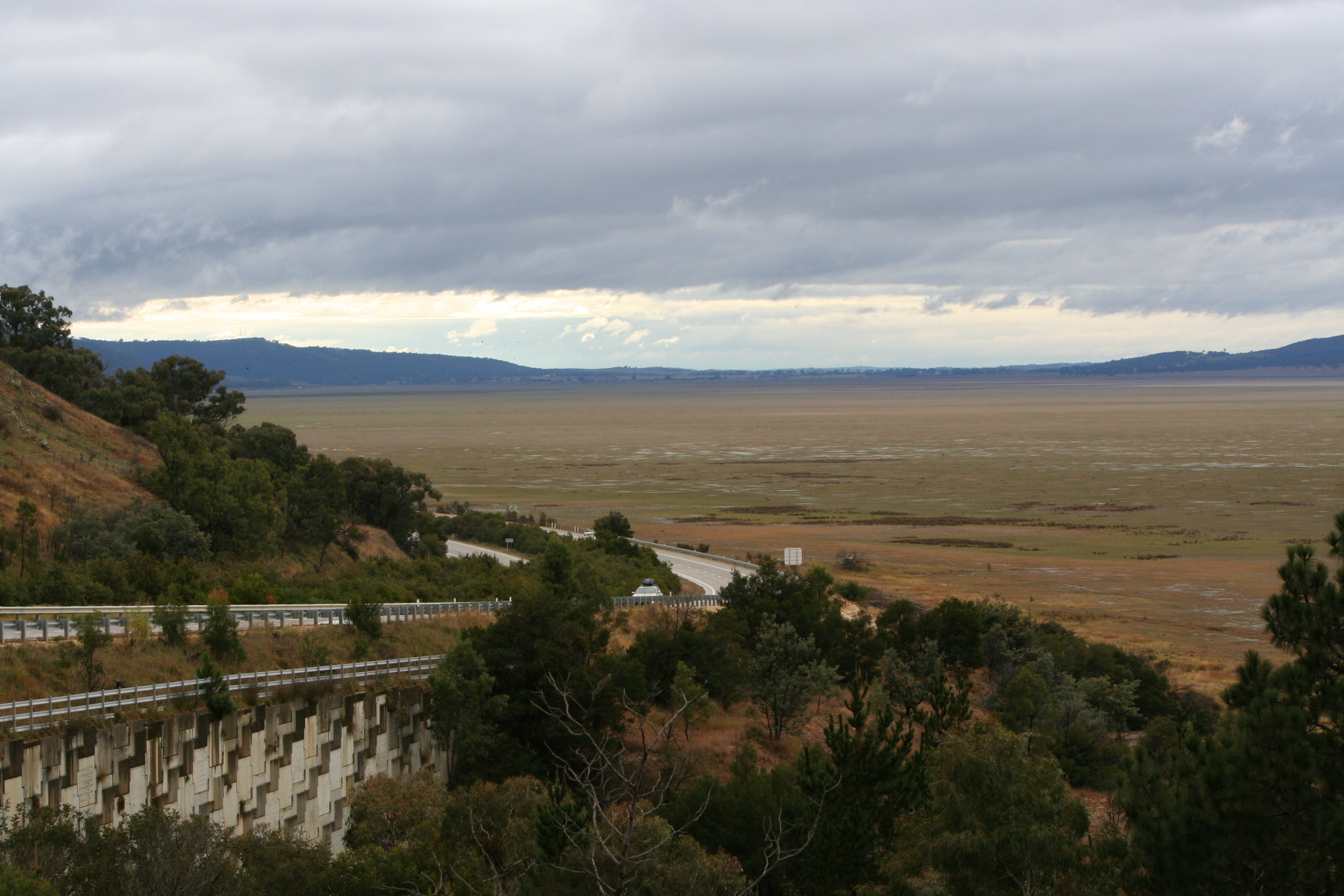
Le lac George et la Federal Highway

La Federal Highway (appellation officielle: Route nationale 23) est un tronçon autoroutier situé en Nouvelle-Galles du Sud et dans le Territoire de la capitale australienne en Australie. C'est un tronçon de la National Highway entre Sydney et Canberra. 
Orientée sensiblement nord-est, sud-ouest, elle commence à sa jonction avec la Hume Highway, à 13 km au sud de la ville de Goulburn. Longue d'environ quatre-vingt-treize kilomètres elle se dirige vers Canberra, capitale fédérale de l'Australie et s'achève à Canberra dans le quartier de Lyneham en rejoignant la Barton Highway. Elle longe le lac George. 
Elle a été construite de 1932 à 1934, pour remplacer l'ancienne route passant par Tarago et Queanbeyan. À partir de 1986, la Federal Highway a été mise à quatre voies, projet achevé en 2000.